# شورای اسلامی شهر کرج
شورای اسلامی شهر کرج یک نهاد محلی قانون‌گذاری و نظارتی در سطح شهر کرج است که در حال حاضر ۱۳ نفر عضو دارد و متشکل از ۷ کمیسیون، ۱ کمیته و ۱ مرکز پژوهش است. اعضای آن با رأی مستقیم مردم و به صورت دسته‌جمعی انتخاب می‌شوند. مهم‌ترین وظایف شورا انتخاب شهردار، تصویب بودجهٔ شهرداری، تلاش برای شناسایی و حل مشکلات شهری، و نظارت بر امور شهرداری و سایر سازمان‌های خدماتی در سطح شهر است.
در حال حاضر ساختمان شورای شهر کرج در خیابان بهشتی ضلع غرب پارک جهان کرج واقع شده‌است.

## اعضای کنونی
در دوره ششم اصولگرایان توانستند ۱۲کرسی از ۱۳کرسی را بدست آورند. از این ۱۲کرسی، ۱۰ کرسی به شانا و ۲ کرسی به جبهه پایداری تعلق گرفت. ۱ کرسی دیگر نیز به افراد مستقل تعلق گرفت.
| ردیف | نام و نام خانوادگی      | آرا               | نگاره | سمت در شورا | کمیسیون                                            | ائتلاف           |
| ---- | ----------------------- | ----------------- | ----- | ----------- | -------------------------------------------------- | ---------------- |
| ۱    | عمار ایزدیار            | ۲۲ هزار و ۹۰۶ رأی |       | سخنگو       | رئیس کمیسیون برنامه و بودجه                        | شانا-اصول‌گرایان  |
| ۲    | سیدمرتضی اعتصامی        | ۱۸ هزار ۳۹۲ رأی   |       | عضو         | -                                                  | شانا-اصول‌گرایان  |
| ۳    | حسین سعیدی سیرایی       |                   |       | خزانه‌دار    | رئیس کمیسیون شهرسازی و معماری                      | شانا-اصول‌گرایان  |
| ۴    | مجتبی حاجی‌قاسمی         | ۱۷ هزار و ۵۱۰ رأی |       | دبیر اول    | رئیس کمیسیون تلفیق                                 | شانا -اصول‌گرایان |
| ۵    | علیرضا سعیدی            | ۱۴ هزار و ۵۱۶ رأی |       | عضو         | رئیس کمیسیون فرهنگی، هنری، اجتماعی، ورزشی و جوانان | شانا -اصول‌گرایان |
| ۶    | مسعود محمدی             | ۱۴ هزار و ۲۴۳ رأی |       | رئیس        | -                                                  | شانا -اصول‌گرایان |
| ۷    | علیرضا رحیمی محمودآبادی | ۱۴ هزار و ۶۹ رأی  |       | عضو         | -                                                  | جبهه پایداری     |
| ۸    | جواد چپردار             | ۱۰ هزار و ۸۹۳ رأی |       | عضو         | رئیس کمیسیون سلامت، محیط زیست و خدمات شهری         | شانا -اصول‌گرایان |
| ۹    | حسین مهاجری             | ۱۰ هزار و ۶۳۹ رأی |       | عضو         | رئیس کمیسیون عمران و حمل و نقل                     | شانا -اصول‌گرایان |
| ۱۰   | محمد اسدیان             | ۱۰ هزار و ۱۸۶ رأی |       | عضو         | رئیس مرکز پژوهش و مطالعات راهبردی                  | شانا -اصول‌گرایان |
| ۱۱   | علی قاسمپور             | ۹۹۹۱ رأی          |       | عضو         | -                                                  | جبهه پایداری     |
| ۱۲   | مریم قهرمانی صارم       | ۹۸۳۰ رأی          |       | نائب رئیس   | رئیس کمیسیون نظارت و حقوقی                         | مستقل            |
| ۱۳   | فاطمه منعمی             | ۹۸۰۷ رأی          |       | عضو         | رئیس کمیته بانوان، کودک و خانواده                  | شانا -اصول‌گرایان |

## اعضای علی‌البدل
- علی ذبیحی (وی چند ماهی جایگزین حسین سعیدی سیرایی بود.)
- حجت‌الله غلامرضائی
- مهدی رشیدی‌طاشکوئی
- سعید فیروزگاه
- عباس کمالی‌روستا
- میر ابراهیم صدیق
- محمد نوری‌مقدم
- علی اسدیان[۷]

## دوره‌های قبلی
- لیست دوره پنجم
- لیست دوره ششم